# San Giuseppe della Chiusa
San Giuseppe della Chiusa, già San Giuseppe, (Ricmanje in sloveno) è una frazione del comune di San Dorligo della Valle - Dolina (TS), nel Friuli-Venezia Giulia, in Italia.

L'appellativo "della Chiusa" viene dalla vicina Chiusa (Ključ).

## Monumenti e luoghi d'interesse
La chiesa di San Giuseppe è del XVII secolo e presenta due torri campanarie.

## Infrastrutture e trasporti
Il paese è attraversato dal vecchio tracciato della ferrovia Trieste–Erpelle, ora soggetta a riconversione come pista ciclabile. È facilmente raggiungibile in macchina oppure con l'autobus numero 41 della Trieste Trasporti che percorre il tratto Bagnoli - Stazione Ferroviaria di Trieste.